# Riccardo Albini
Riccardo Albini (Milano, 7 dicembre 1953) è un giornalista italiano, considerato l’inventore del fantacalcio.

## Biografia
Nel 1982 ha fondato la prima rivista italiana dedicata ai videogames, Videogiochi. Nel 1988, alla guida dello Studio Vit, fonda anche la rivista K per l'editore Glenat dedicata ai videogiochi, rimanendone direttore fino a gennaio 1994; abbandonata la conduzione della rivista, sempre con lo Studio Vit fonda la rivista Z sempre a tema videogiochi, di cui è direttore e successivamente anche editore.
È considerato l'inventore del fantacalcio, da lui creato nel 1988 sulla base del Fantasy Football, un fantasy sport americano basato sul football americano. Nel 1990, sull'onda dei Mondiali di Calcio in Italia, pubblica il libro Serie A-Fantacalcio, con le Edizioni Studio-Vit. Nel 1994 il gioco da lui lanciato raggiunge la popolarità in tutta Italia grazie alla collaborazione con La Gazzetta dello Sport.
A partire dal 10 maggio 2005 ha diffuso in Italia il Sudoku (che aveva conosciuto in diversi viaggi negli Stati Uniti all'inizio degli anni 2000) pubblicandone i primi schemi sul quotidiano genovese Il Secolo XIX.
Attualmente è editore della rivista mensile Logic Art, dedicata alle immagini logiche.